# Tapacul de Perijá
El tapacul de Perijá (Scytalopus perijanus) és una espècie d'ocell de la família dels rinocríptids (Rhinocryptidae).

## Hàbitat i distribució
Habita la selva de muntanya i zones més obertes de la serralada de Perijá, tant en el vessant de Veneçuela com la de Colòmbia.